# 2-Hydroxy-2-methyl-3-oxobuttersäure
2-Hydroxy-2-methyl-3-oxobuttersäure ist eine chirale organische Carbonsäure, deren Anion, das 2-Acetolactat, auch Acetyllactat, als Zwischenprodukt bei der 2,3-Butandiolgärung, einer Variante der gemischten Säuregärung, auftritt.
Wenn in diesem Text oder in der wissenschaftlichen Literatur „2-Acetolactat“ ohne weiteren Namenszusatz (Präfix) erwähnt wird, ist (S)-2-Acetolactat (Synonym: L-2-Acetolactat) gemeint.

## Reaktionsablauf

Strukturformel des (S)-2-Acetolactat-Anions

2-Acetolactat entsteht durch die Fusion zweier Moleküle Pyruvat bei gleichzeitiger Abspaltung von einem Molekül CO2. Danach wird wiederum ein Molekül CO2 (durch das Enzym 2-Acetolactat-Decarboxylase) abgespalten und es entsteht Acetoin, welches mit dem Voges-Proskauer-Test nachgewiesen werden kann. Zuletzt wird Acetoin durch NADH/H+ reduziert und es entsteht 2,3-Butandiol.